# Walter Nicoletti
Walter Nicoletti (Santarcangelo di Romagna, 4 novembre 1952 – Rimini, 23 settembre 2019) è stato un allenatore di calcio italiano.

## Carriera
Dopo aver preso il patentino di allenatore diviene tecnico di varie squadre romagnole: il San Mauro, il Savignano e la Santarcangiolese.
Nel 1985 diviene allenatore della Vis Pesaro, incarico che manterrà fino al 1989 (dopo aver vinto due campionati consecutivi, l'Interregionale nel 1986 e la Serie C2 l'anno seguente), prima di passare per un anno sulla panchina del Giarre, che conduce al 3º posto in Serie C1.
Nel 1990 ottiene la sua prima panchina in Serie B, quella del Taranto, che guida per due stagioni. L'anno seguente è tecnico dell'Empoli in Serie C1, mentre in quello successivo guiderà per alcuni mesi il Pisa in Serie B, prima di far ritorno all'Empoli in terza serie.
Nel 1995 allena per un anno il Trapani, per due il Gualdo (che porta in semifinale play-off per la B) e poi per uno il Livorno, sempre in Serie C1.
Nel 1999 torna a guidare una formazione di Serie B, il Cesena, dove sarà protagonista di un insolito esonero: 
sarà infatti licenziato all'indomani della partita di andata dello spareggio con la Pistoiese per la permanenza in Serie B, persa a Pistoia 3-1. A Nicoletti l'esonero fu comunicato la mattina seguente, mentre il tecnico era regolarmente al lavoro per preparare la difficile rimonta. La dirigenza nominò al suo posto il suo "vice', Paolo Ammoniaci, ex difensore di Lazio e Cesena.
Ironia della sorte, nelle due stagioni successive lavora ancora in cadetteria, proprio sulla panchina della Pistoiese. Vi arriva a seguito delle dimissioni di Domenico Caso, all'indomani della sconfitta di Crotone. Ottiene la salvezza e viene riconfermato, ma all'inizio della stagione seguente gli è fatale lo score di appena 1 punto in 5 partite: viene conseguentemente sollevato dall'incarico a fine settembre. Viene successivamente richiamato in panchina al posto dell'esonerato Paolo Stringara.
Nel 2002 torna in Serie C1 allo Spezia; in seguito, dopo un anno di inattività, siede sulle panchine di Lucchese e SPAL sempre in Serie C1.
Terminata l'attività di allenatore, diventa docente di Tecnica Calcistica presso il Centro Tecnico di Coverciano. È inoltre Consigliere dell'Associazione Italiana Allenatori Calcio, presieduta da Renzo Ulivieri.
Dopo anni di anonimato (ultima panchina nel 2005 alla SPAL), torna alla ribalta nel maggio 2011 grazie ad una dichiarazione del Presidente del Genoa, Enrico Preziosi, che a campionato quasi finito annuncia in maniera sbrigativa che il prossimo allenatore dei Grifoni sarà "Nicoletti". Non essendoci altri allenatori sulla piazza con questo cognome, tutte le strade portano quindi all'omonimo Walter, il quale viene intervistato dal "Secolo XIX", cui riferisce che la citazione di Preziosi è stata da lui accolta con piacere e che sarebbe felicissimo di allenare il Genoa. Tuttavia, soprattutto per il curriculum avaro di esperienze importanti, appare subito chiaro a tutti che tale dichiarazione è da attribuire a una boutade del massimo dirigente rossoblu per dribblare l'assalto di microfoni e taccuini ed evitare ogni possibile domanda dei giornalisti sull'identità del nuovo allenatore.
Nel marzo 2013 viene invitato presso il Comune di Santarcangelo di Romagna in occasione della presentazione di un Libro dedicato agli 85 anni del calcio cittadino. Nicoletti, infatti, fu il tecnico della prima promozione nel campionato Interregionale.

## Palmarès

### Competizioni nazionali
- Campionato Interregionale: 1

Vis Pesaro: 1985-1986
- Serie C2: 1

Vis Pesaro: 1986-1987

### Competizioni regionali
- Promozione: 1

Santarcangelo: 1981-1982